# Gidleigh
Gidleigh est un village et une paroisse civile du Devon, situé dans l'Angleterre du Sud-Ouest. Au moment du recensement de 2001, sa population était de 116 habitants.